# 11e cérémonie des Iowa Film Critics Association Awards
La 11e cérémonie des Iowa Film Critics Association Awards (IFCA Awards), décernés par l'Iowa Film Critics Association, a eu lieu le 9 janvier 2013, et a récompensé les films réalisés l'année précédente.

## Palmarès

### Meilleur film
- Lincoln
  - Happiness Therapy (Silver Linings Playbook)
  - Zero Dark Thirty

### Meilleur réalisateur
- Steven Spielberg pour Lincoln
  - Kathryn Bigelow pour Zero Dark Thirty
  - Tom Hooper pour Les Misérables

### Meilleur acteur
- Daniel Day-Lewis pour le rôle d'Abraham Lincoln dans Lincoln
  - Bradley Cooper pour le rôle de Pat Solitano dans Happiness Therapy (Silver Linings Playbook)
  - John Hawkes pour le rôle de Mark O'Brien dans The Sessions

### Meilleure actrice
- Jessica Chastain pour le rôle de Maya dans Zero Dark Thirty
  - Jennifer Lawrence pour le rôle de Tiffany dans Happiness Therapy (Silver Linings Playbook)
  - Emmanuelle Riva pour le rôle d'Anne dans Amour

### Meilleur acteur dans un second rôle
- Tommy Lee Jones pour le rôle de Thaddeus Stevens dans Lincoln
  - Alan Arkin pour le rôle de Lester Siegel dans Argo
  - Robert De Niro pour le rôle de Pat Solitano Sr dans Happiness Therapy (Silver Linings Playbook)

### Meilleure actrice dans un second rôle
- Anne Hathaway pour le rôle de Fantine dans Les Misérables
  - Amy Adams pour le rôle de Mary Sue Dodd dans The Master
  - Helen Hunt pour le rôle de Cheryl dans The Sessions

### Meilleur film d'animation
- Rebelle (Brave)
  - L'Étrange Pouvoir de Norman (ParaNorman)
  - Les Mondes de Ralph (Wreck-it Ralph)

### Best Film That Has Yet to Open In Iowa
- Amour •  Autriche  France